# Groente- en Fruitveiling Zwijndrecht en Omstreken

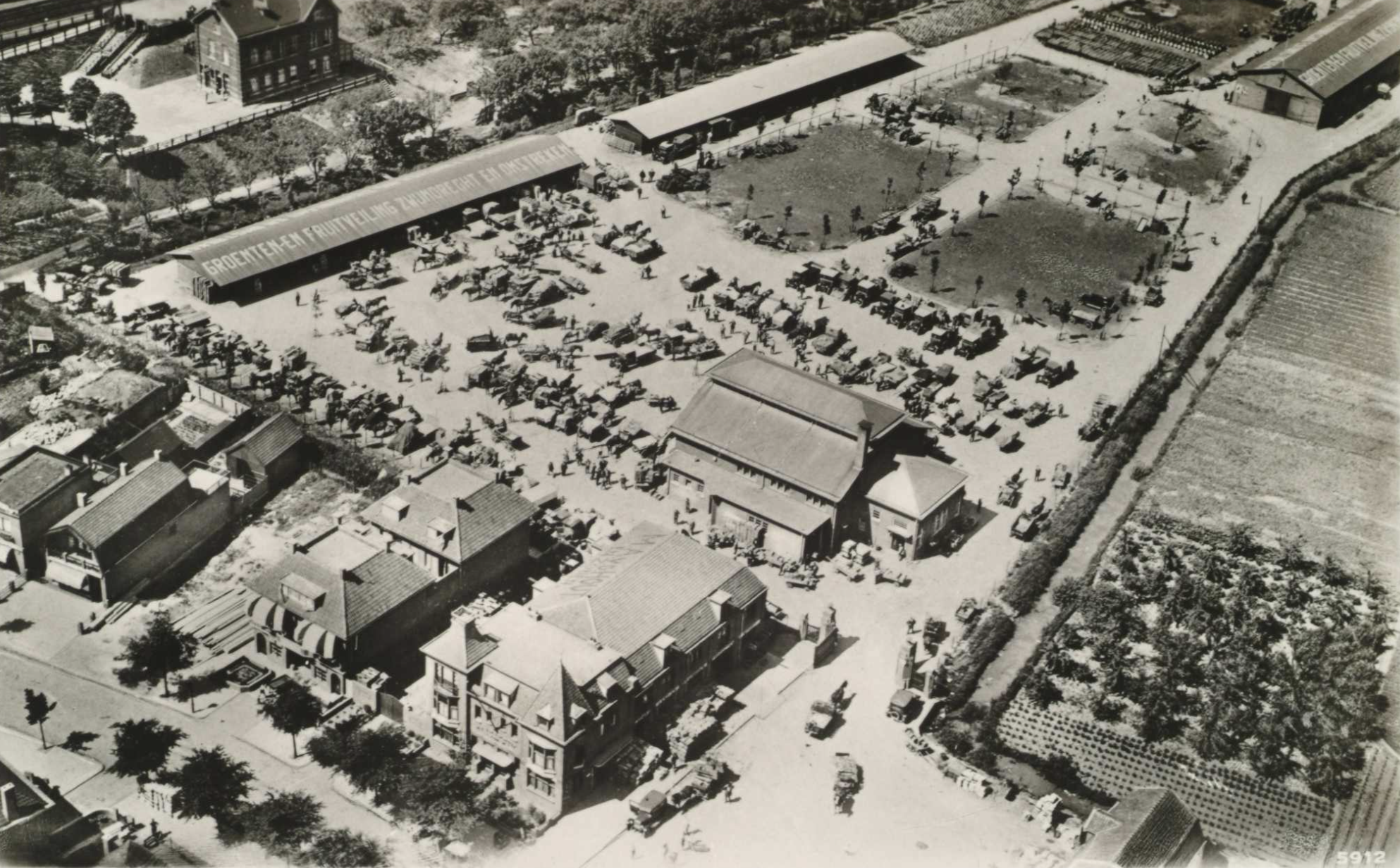
Luchtfoto van het terrein van de Groente- en Fruitveiling Zwijndrecht en Omstreken.

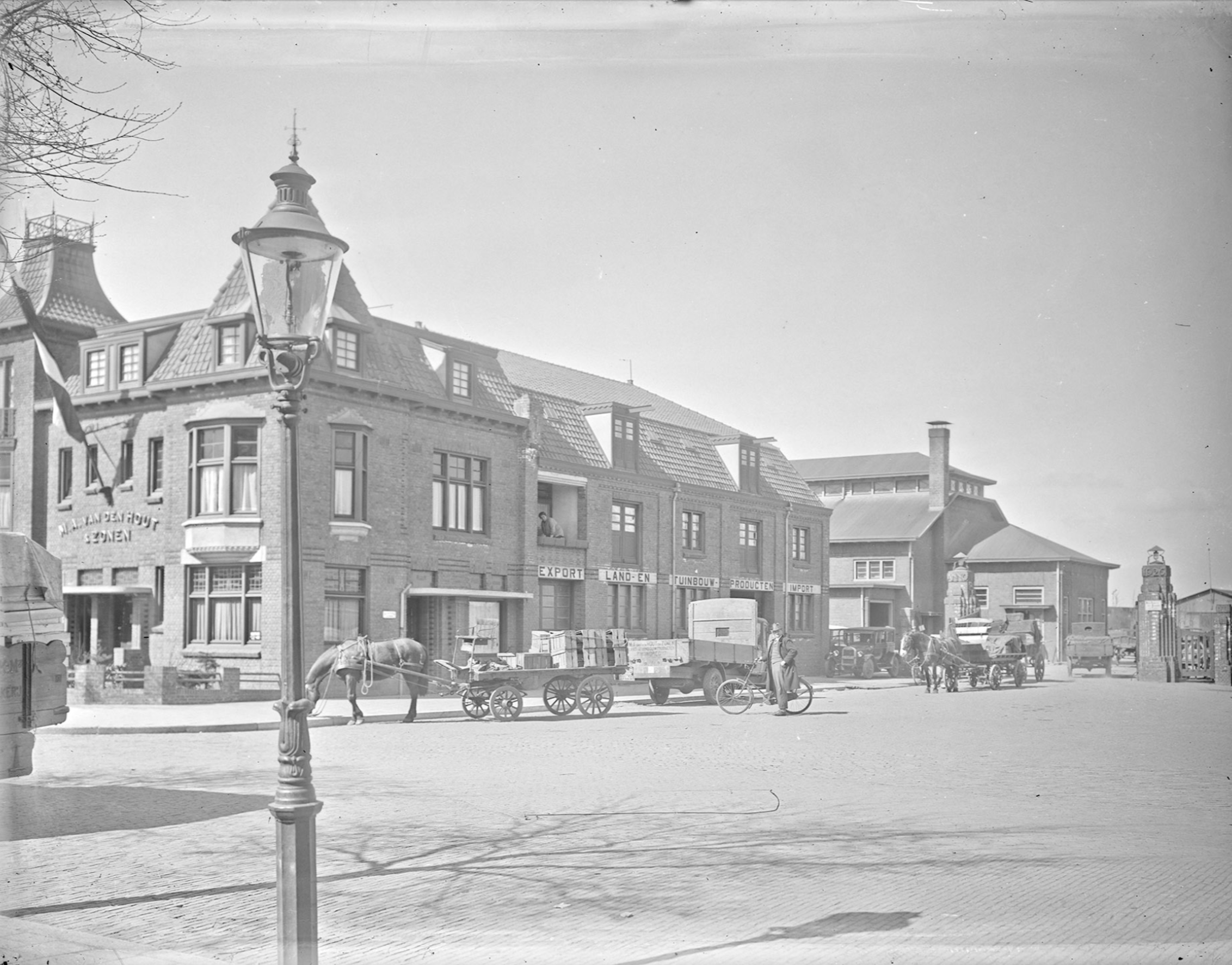
Voormalig veilingterrein aan de Burgemeester de Bruïnelaan rond 1927. Op de voorgrond het kantoor van de firma M.A. van den Hout & Zonen N.V..

De Groente- en Fruitveiling Zwijndrecht en Omstreken was van 1918 tot 1975 een groente- en fruitveiling in Zwijndrecht.

## Geschiedenis
Vanaf 1903 werden groenten en fruit geveild door tuinders op het Zomerlust in Zwijndrecht. In 1917 werd door toenmalig burgemeester Petrus Doorn voorgesteld om een coöperatieve veilingvereniging op te richten, zodat alle tuinders(-leden) zeggenschap in hun eigen veiling zouden krijgen. In 1918 werd de vereniging "Groente- en Fruitveiling Zwijndrecht en Omstreken" opgericht. 
Toen het Zomerlust op een gegeven moment te klein werd en er tevens gezocht werd naar een plek met betere exportvoorzieningen verplaatste de veiling zich in 1926 naar de Burgemeester de Bruïnelaan, vlak bij de spoorlijn. Deze verhuizing vergemakkelijkte het transport van goederen naar onder andere Duitsland en het Verenigd Koninkrijk. Tijdens de Tweede Wereldoorlog verliep de aanvoer en verwerking van producten steeds trager totdat het op een gegeven moment stil kwam te liggen. Pas in 1946 draaide de veilingklok weer. 
Enkele familiebedrijven speelden een grote rol in de ontwikkeling van de groente- en fruitveiling in Zwijndrecht. Onder andere de firma's van de familie Van den Hout (M.A. van den Hout & Zonen N.V.), de familie Van Namen (Van Namen & Co) en van de familie Los (P.D. Los & Zn. N.V) zorgden voor zowel de conservering als voor het transport van de goederen. Naast het transport van goederen via het spoor, werd er op den duur ook steeds vaker van vrachtwagens gebruik gemaakt. Door toenemende woningbouw verdween steeds meer tuingrond. Wel kwamen tuinders van buiten Zwijndrecht steeds vaker naar de veiling. In 1958 werd een nieuw en moderner veilinggebouw geopend. 
In 1975 ging de veiling op in de Coöperatieve Veilingvereniging Zuid-Holland-Zuid (ZHZ), waardoor de veiling verhuisde naar Barendrecht. Uiteindelijk fuseerde deze vereniging met de Coöperatieve Tuinbouwveiling Zeeland (CVZ). Deze fuseerde ten slotte in 1997 met negen andere grote veilingen tot The Greenery.
Tegenwoordig bevindt er zich een woonwijk op de plek waar vroeger het veilingterrein was. De straten zijn vernoemd naar verschillende soorten groenten en fruit.